# Brattforshyttan

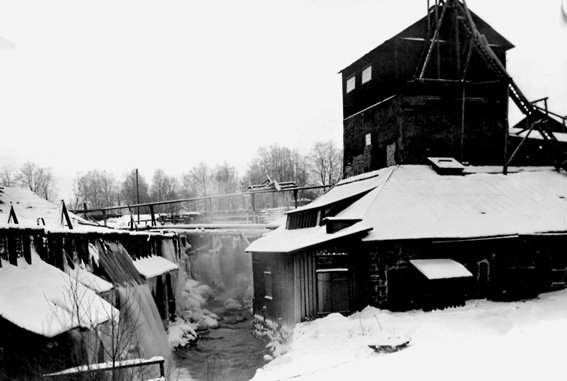
Brattforshyttan um 1920

Brattforshyttan ist eine ehemalige Eisenhütte im schwedischen Värmlands län. Die Hütte ist eine von mehreren Hütten, in denen seit dem 16. Jahrhundert in der Bergwerksregion um Filipstad Roheisen gewonnen wurde. Brattforshyttan wird erstmals 1540 im Grundbuch erwähnt.
Brattforshyttan liegt in der Nähe des Riksväg 63, etwa zehn Kilometer südwestlich von Filipstad. Die Hütte ist als Byggnadsminne geschützt.

## Geschichte
Das Steueraufkommen der Hütte wurde 1540 für 520 Osmund festgelegt. Damit lag die Hütte an vierter Stelle der 15 größten im Grundbuch verzeichneten Hütten.
1560 waren vier Bergleute und neun Hüttenarbeiter beschäftigt. Trotz der ungünstigen Verkehrssituation mit recht langen und schwierigen Transportwegen aus den Stollen gehörte die Hütte zu Schwedens bedeutender Eisenindustrie, deren Geschäft bis zu ihrer Schließung 1920 mit einigen Ausnahmen immer auf gleichem Niveau blieb.
Das Erz wurde mit Pferde- oder Ochsenfuhrwerken über die steile Damshöjden gebracht. Im Winter war es möglich, Schlitten zu verwenden. Erzlieferanten waren hauptsächlich die Nordmarks- und die Persbergsgrube. Am Nordmarksberg gab es ein Bergwerk mit dem Namen Brattforsgruvan, das wahrscheinlich von Bergleuten aus Brattfors betrieben wurde.
In den frühen 1600er Jahren wurde die Gießerei geschlossen. 1624 schien die Gießerei wieder in Betrieb zu sein, was jedoch unwahrscheinlich erscheint, denn es wird ein Baujahr 1641 genannt. Dieses Jahr wird häufig als eigentliches Baujahr zitiert, obwohl es sich um das Jahr des Wiederaufbaus handelt.

## Schmiedeeisenherstellung

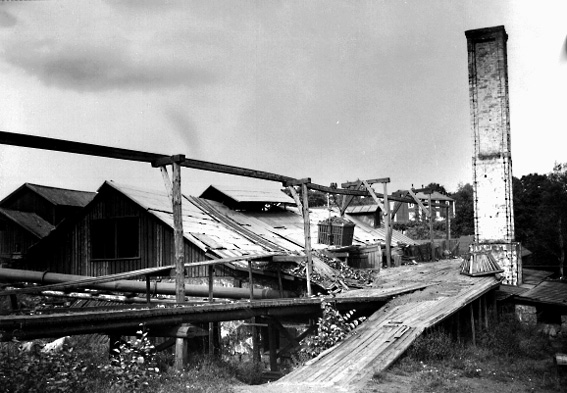
Schmiede in Brattfors (ca. 1910)

In der ersten Hälfte der 1600er Jahre wurden zwei Eisenhämmer für die Stangenherstellung gebaut. Der so genannten untere Hammer war 1615 fertig, der obere Hammer Anfang der 1630er Jahre. Während der 1640er Jahre gab es drei Hämmer, von der dritten Anlage existieren jedoch keine Informationen. Aus der Sicht der Transportwege war die Lage der Hämmer ungünstig. Allerdings war Kohle zur Befeuerung reichlich vorhanden, so dass die Konkurrenzfähigkeit der Hütte gegenüber denen mit Holzfeuerung besser war. Der obere Hammer wurde 1687 als unwirtschaftlich erklärt und 1689 auf Vorstandsbeschluss stillgelegt.
Das Hammerwerk wurde während der merkantilistischen Zeit weiter betrieben, weil es im Außenbezirk der Region lag und Kohle aus anderen Gebieten geholt werden konnte. Die Produktion wurde auf einem relativ niedrigen Niveau gehalten und war zu Beginn der 1840er Jahre auf 600 Skeppspund begrenzt. Der Durchbruch des Liberalismus bedeutete für die Hütte einen erheblichen Aufschwung. Die Produktion wurde gegen Ende der 1840er Jahre verdoppelt und stieg nach der Einführung des Lancashire-Prozesses im Wallonenschmiedeverfahren 1853 auf noch höhere Zahlen, auf rund 800 Tonnen im Jahr 1875 und 1.500 Tonnen zehn Jahre später. Aufgrund der Konkurrenz durch die Stora Götmetallverken verminderte sich Produktion bald, im Jahr 1900 betrug sie nur 434 Tonnen. 1918 wurde die Lancashire-Schmiede eingestellt und gut zwei Jahre später wurde die gesamte Hütte stillgelegt.
Um das Jahr 1900 war C. Geijer Eigentümer der Hütte (schwedisch Brukspatron) in Brattfors. Von der Schmiede ist heute nicht mehr viel übrig, sie wurde nur wenige Jahre nach der Produktionseinstellung abgerissen und der damalige Besitzer verkaufte alle Einrichtungen. Die Hütte selbst ist in gutem Zustand und zeigt die erste große Ausstellung über die historische Eisenerzeugung in Bergslagen.

## Bahnstrecke Brattfors–Gejierstal
| Streckenlänge: | 9 km                |                              |                              |
| Spurweite: | 750 mm (Schmalspur) |                              |                              |
| |                     |                              |                              |
| \| \| 9,0 \| Brattfors \| Brattfors \| \| \| \| Bergslagsbanan von Falun \| \| \| \| 0,0 \| Geijersdal (ehem. P-Halt) \| Geijersdal (ehem. P-Halt) \| \| \| \| Bergslagsbanan nach Göteborg \| \| |                     |                              |                              |
| Betriebs-/Güterbahnhof Streckenanfang (Strecke außer Betrieb) | 9,0                 | Brattfors                    | Brattfors                    |
| Abzweig ehemals geradeaus und von links |                     | Bergslagsbanan von Falun     | Bergslagsbanan von Falun     |
| ehemaliger Dienststation / Betriebs- oder Güterbahnhof | 0,0                 | Geijersdal (ehem. P-Halt)    | Geijersdal (ehem. P-Halt)    |
| Strecke |                     | Bergslagsbanan nach Göteborg | Bergslagsbanan nach Göteborg |

Am 14. November 1902 wurde eine Schmalspurbahn mit 750 mm Spurweite zwischen Brattfors und Geijersdal in Betrieb genommen. Die Strecke wurde von Brattfors Aktiebolag auf Rechnung der Brattforshyttan auf eigenen Grundstücken erbaut und war neun Kilometer lang. Mit dieser Strecke wurde in Geijersdal eine Verbindung mit der normalspurigen Bergslagsbana hergestellt.
Die maximale Steigung der weitgehend über Heide- und Moorlandschaft führenden Strecke war 1:60. Für die Strecke wurde eine Dampflokomotive neu beschafft. Dadurch vereinfachte sich der Transportweg der Hüttenprodukte zur Bergslagsbanan vor allem im Frühjahr und im Herbst, als schlechte Wegeverhältnisse herrschten. Zur Probefahrt mit der Lokomotive wurde ein Teil der Grubenarbeiter vom Eigentümer Chr. R. Geijer zu einer Sonderfahrt nach Geijersdal eingeladen.
| Nummer | Bauart    | Achsfolge | Hersteller                                     | Fabr.-Nr./ Baujahr | Besonderes                                                       |
| ------ | --------- | --------- | ---------------------------------------------- | ------------------ | ---------------------------------------------------------------- |
| 1      | Tenderlok | C         | Kristinehamns Mekaniska Verkstad, Kristinehamn | 78/ 1902           | 1932 abgestellt, 1935 an Stjärnfors abgegeben, 1951 verschrottet |

Die Strecke bestand bis 1932 und wurde nach der Schließung des Hüttenwerkes für den Holztransport verwendet, wovon die größte Menge mit Ziel Skoghallsverken in Skoghall transportiert wurde.